# Maciej Rozwadowski
Maciej Rozwadowski herbu Trąby (ur. 1647) – żołnierz, urzędnik ziemski I Rzeczypospolitej.

## Życiorys
Urodził się w 1647. Wywodził się z gałęzi szlacheckiej rodu Rozwadowskich herbu Trąby. Był wnukiem Andrzeja (ur. 1568), synem Stanisława (ur. 1602, sędzia grodzki chełmski) i Heleny ze Zborowa Zborowskiej herbu Jastrzębiec. 
Uczestniczył w bitwie pod Wiedniem 1683. Sprawował urząd podstolego radomskiego. 
Był żonaty z Barbarą Dzianott herbu Grzymała, podstolanką radomską. Mieli syna Ignacego (1702-1777). Był dziadem pradziada generała Tadeusza Rozwadowskiego.